# Karin Friehe
Karin Friehe (geboren 15. Dezember 1955) ist eine deutsche Juristin. Sie war von 1999 bis 2021 Richterin am Bundespatentgericht in München.

## Beruflicher Werdegang
Karin Friehe war ab dem 1. September 1984 Staatsanwältin und ab Oktober 1990 Richterin am Landgericht München II. Am 15. Juli 1999 wurde sie zur Richterin an das Bundespatentgericht berufen.
Dort war sie zunächst Mitglied in einem Marken-Beschwerdesenat, ab 2001 zusätzlich im Gebrauchsmuster-Beschwerdesenat und ab 2002 außerdem im Beschwerdesenat für Sortenschutzsachen. Nach einer Beurlaubung von September 2003 bis April 2005 für eine Tätigkeit am russischen Patent- und Markenamt war sie 2005 erneut Richterin in einem Marken-Beschwerdesenat, 2006 in einem Technischen Beschwerdesenat und seit 2010 in einem Nichtigkeitssenat. Ab diesem Jahr übernahm sie auch Tätigkeiten in der Gerichtsverwaltung.
Seit 2007 war die Juristin Mitglied der Prüfungskommission für Patentanwälte, 2013 wurde sie dort Vertreterin des Vorsitzenden. Dieses Amt hatte sie auch in den folgenden Jahren inne.
Mit Wirkung vom 1. Februar 2015 wurde die Juristin zur Vorsitzenden Richterin am Bundespatentgericht befördert. Ab 2016 war sie bis zu ihrer Pensionierung Vorsitzende Richterin in einem Nichtigkeitssenat und Güterichterin.